# Biografielijst Gi

## Gia
- Michael Giacchino (1967), Amerikaans componist
- Olivia Giaccio (2000), Amerikaans freestyleskiester
- Riccardo Giacconi (1931-2018), Italiaans/Amerikaans natuurkundige en Nobellaureaat
- Bruno Giacomelli (1952), Italiaans autocoureur
- Ivar Giaever (1929-2025), Noors-Amerikaans natuurkundige en Nobelprijswinnaar
- Tim Giago (1934-2022) Amerikaans journalist en uitgever
- Marcus Giamatti (1961), Amerikaans acteur
- Paul Giamatti (1967), Amerikaans acteur
- Louis Giambalvo (1945), Amerikaans acteur
- Raffaele Giammaria (1977), Italiaans autocoureur
- Alejandro Giammattei (1956), Guatemalteeks medicus en politicus
- Joseph Gian (1961), Amerikaans acteur, zanger en liedjesschrijver
- Ezio Gianola (1960), Italiaans motorcoureur
- William Giauque (1895-1982), Amerikaans scheikundige en Nobelprijswinnaar

## Gib

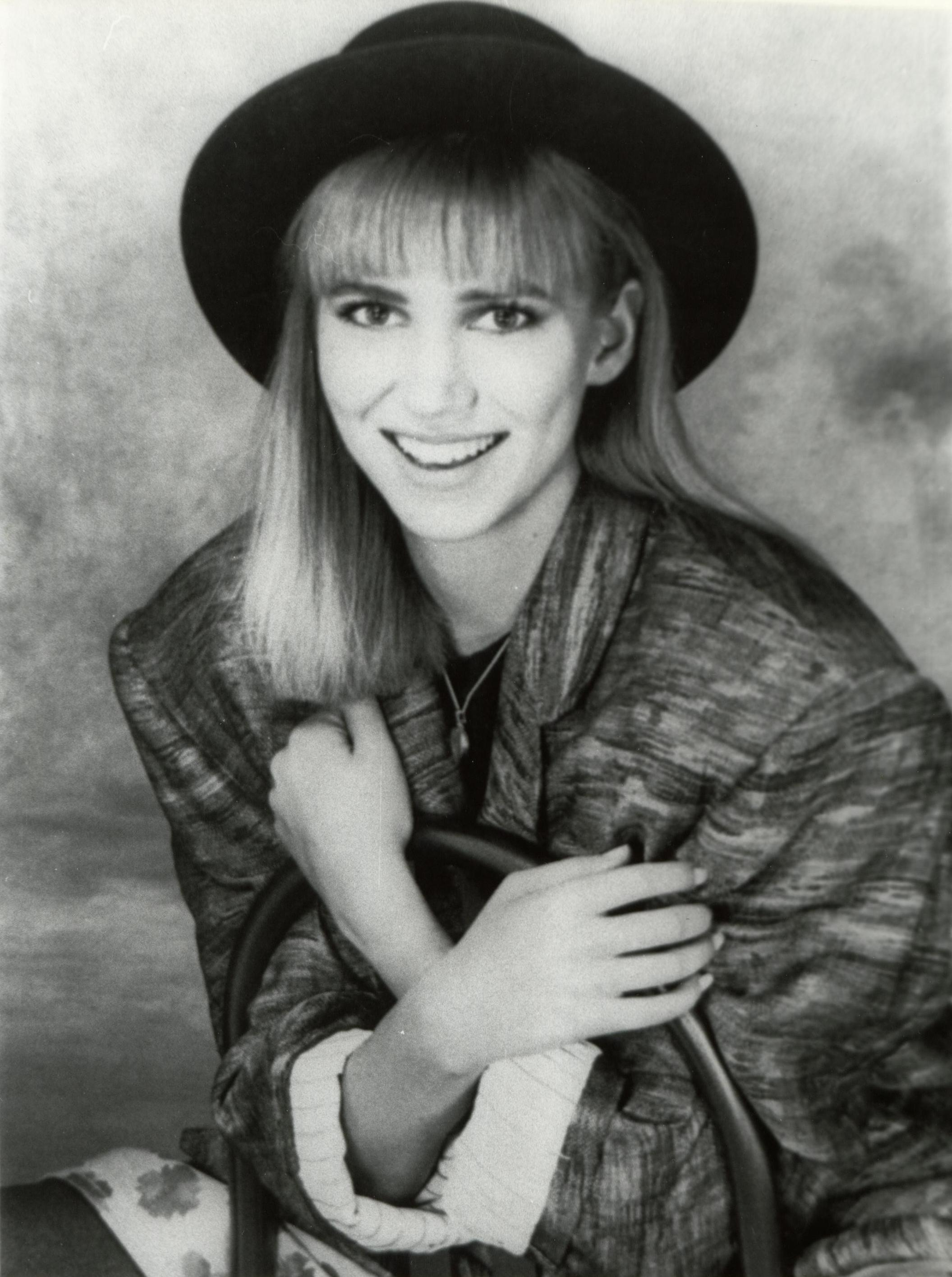
Debbie Gibson

- Joe Giba (1909-1986), Amerikaans autocoureur
- Andy Gibb (1958-1988), Brits-Australisch zanger
- Barry Gibb (1946), Brits-Australisch zanger
- Cynthia Gibb (1963), Amerikaans actrice
- Maurice Gibb (1949-2003), Brits-Australisch zanger
- Robin Gibb (1949-2012), Brits-Australisch zanger
- Ben Gibbard (1977), Amerikaans zanger
- Orlando Gibbons (1583-1625), Engels componist
- Josiah Willard Gibbs (1839-1903), Amerikaans natuur- en scheikundige
- Sete Gibernau (1972), Spaans motorcoureur
- Andy Gibson (1913-1961), Amerikaans jazztrompettist
- Althea Gibson (1927-2003), Amerikaans tennisster
- Debbie Gibson (1970), Amerikaans zangeres
- Guy Gibson (1918-1944), Brits militair
- Kyle Gibson (1987), Amerikaans basketballer
- Mel Gibson (1956), Amerikaans acteur, filmregisseur en -producent
- Richard Gibson (1795-1855), Amerikaans kunstenaar
- Richard Gibson (1953), Canadees componist
- Richard Gibson (1954), Brits acteur
- Russ Gibson (1939-2008), Amerikaans honkballer
- William Gibson (1948), Amerikaans sciencefictionschrijver

## Gic
- Henry Lee Giclas (1910-2007), Amerikaans sterrenkundige
- Marc Gicquel (1977), Frans tennisser

## Gid

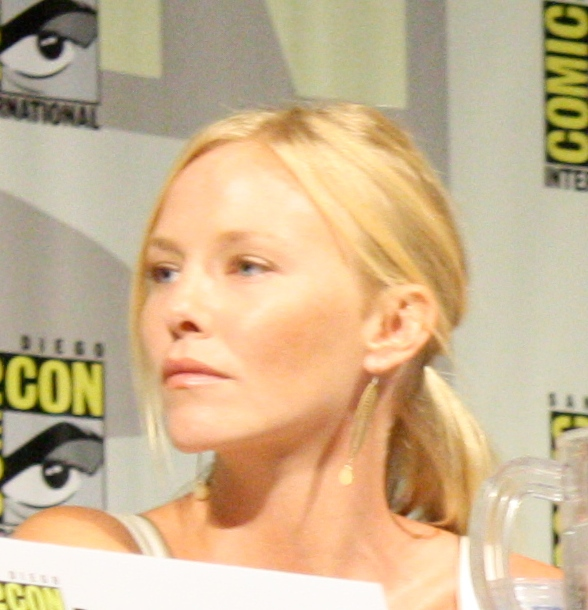
Kelli Giddish 2009

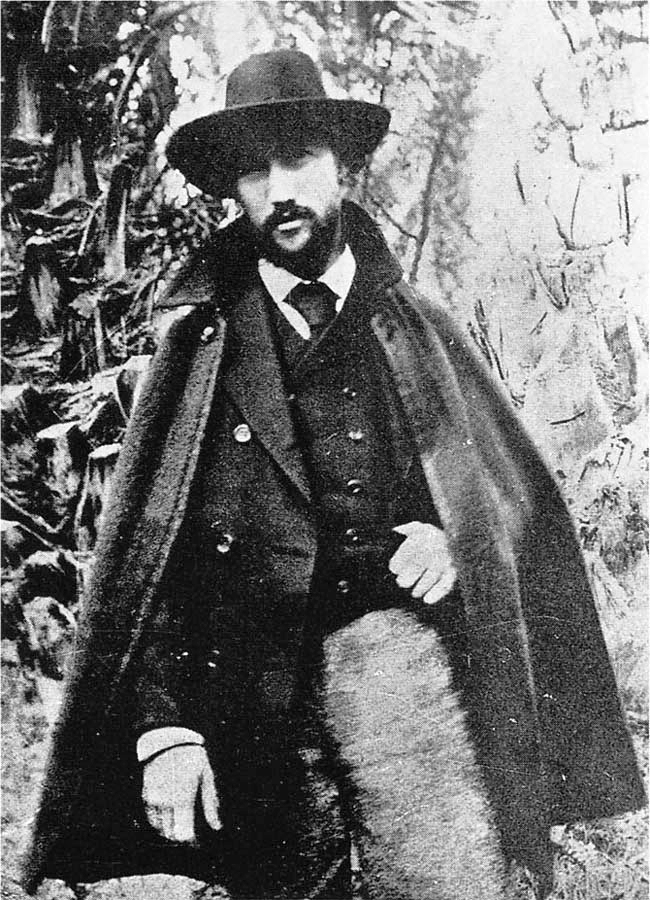
André Gide in 1893

- Kelli Giddish (1980), Amerikaans actrice
- André Gide (1869-1951), Frans schrijver
- Memo Gidley (1970), Mexicaans-Amerikaans autocoureur

## Gie
- Lambert Giebels (1935-2011), Nederlands schrijver, historicus en politicus
- Philip Giebler (1979), Amerikaans autocoureur
- Robert (Rob) Giel (1930-2009), Nederlands psychiater
- Tessa Giele (2002), Nederlands zwemster
- Marco Gielen (1970), Nederlands atleet
- Sir John Gielgud (1904-2000), Brits acteur
- Omer Gielliet (1925-2017), Nederlands beeldhouwer en priester
- Kuba Giermaziak (1990), Pools autocoureur
- Markus Gier (1970), Zwitsers roeier
- Michael Gier (1967), Zwitsers roeier
- Miep Gies (1909-2010), Nederlands onderduikershelpster\
- Karl Giese (1898-1938), Duitse archivaris
- Ada van der Giessen (19?), Nederlands schaakster
- Arjan van der Giessen (19?), Nederlands journalist
- Ypke Gietema (1942-2013), Nederlands politicus
- Roelf Jans Giezen (1770-1844), Nederlands burgemeester en koopman
- Tjark Jans Giezen (1776-1848), Nederlands burgemeester en koopman

## Gif
- Albert van Giffen (1884-1973), Nederlands archeoloog

## Gig
- Hansruedi Giger (1940), Zwitsers graficus
- Ryan Giggs (1973), Welsh voetballer
- Asha Gigi (1973), Ethiopisch atlete
- Beniamino Gigli (1890-1957), Italiaans operatenor
- Samuel Gigot (1993), Frans voetballer

## Gij
- Frieda Gijbels (1975), Belgisch politica
- Mathieu Gijbels (1963), Belgisch voetballer
- Rosita van Gijlswijk (1974), Nederlands politica
- Cor van der Gijp (1931-2022), Nederlands voetballer
- René van der Gijp (1961), Nederlands voetballer
- Carola Antonia Gijsbers van Wijk (1939), Nederlands actrice
- Bert Gijsberts (1953-2024), Nederlands bestuurder, ondernemer en politicus
- Hugo Gijsels (1950-2004), Belgisch onderzoeksjournalist
- Joannes Gijsen (1932-2013), Nederlands bisschop
- Marnix Gijsen (1899-1984), Belgisch schrijver
- Rob van Gijzel (1954), Nederlands politicus

## Gil

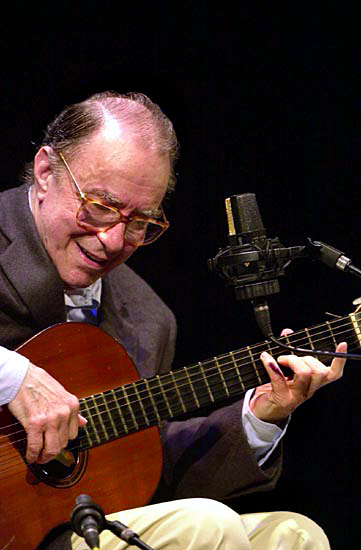
João Gilberto

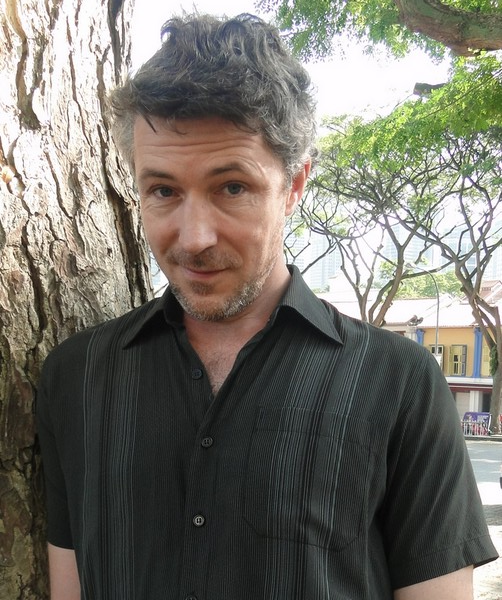
Aidan Gillen, 2012

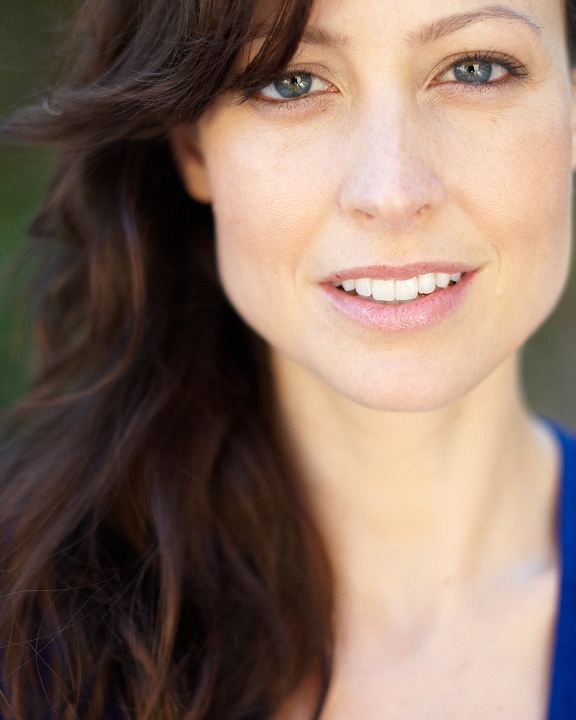
Alexie Gilmore

- Avelina Gil (1917-2021), Filipijns schrijfster
- Frederico Gil (1985), Portugees tennisser
- Gilberto Gil (1942), Braziliaans zanger, componist en Minister van cultuur
- Koldo Gil (1978), Spaans wielrenner
- Gilardo Gilardi (1889-1963), Argentijns componist
- Marina Gilardoni (1987), Zwitsers skeletonster
- Alfred Gilbert (1884-1961), Amerikaans atleet
- Chris Payne Gilbert, Amerikaans acteur
- Martin Gilbert (1936-2015), Brits historicus
- Melissa Gilbert (1964), Amerikaans actrice
- Mitchell Gilbert (1994), Australisch autocoureur
- Nicolas Gilbert (1750-1780), Frans dichter
- Philippe Gilbert (1982), Belgisch wielrenner
- Sara Gilbert (1975), Amerikaans actrice
- Walter Gilbert (1932), Amerikaans fysicus, biochemicus, moleculair bioloog en Nobelprijswinnaar
- Astrud Gilberto (1940-2023), Braziliaans-Amerikaans zangeres
- João Gilberto (1931-2019), Braziliaans musicus, uitvinder van de Bossa Nova
- Steven Gilborn (1936-2009), Amerikaans acteur
- Sean Gilder (1964), Brits acteur
- Siegfried Gilds (1939-2020), Surinaams vakbondsbestuurder en politicus
- Emil Gilels (1916-1985), Oekraïens pianist
- Elliot Giles (1994), Brits atleet
- Grzegorz Gilewski (1973), Pools voetbalscheidsrechter
- Zach Gilford (1982), Amerikaans acteur
- Gilgamesj (27e eeuw v.Chr.), koning van Uruk (ca. 2652-2602 v.Chr.)
- Gili (Lieven Gheysen) (1962), Vlaams goochelaar
- Tim Gilissen (1982), Nederlands voetballer
- Megan Gilkes (2001), Canadees autocoureur
- John Gill (1937), Amerikaans bergbeklimmer
- Theodore Nicholas Gill (1837-1914), Amerikaans ichtylogist, mammalogist, malacologist en bibliothecaris
- Vince Gill (1957), Amerikaans countryzanger
- James Angus Gillan (1885-1981), Brits roeier
- Chantal Gill'ard (1970-2018), Nederlands politica
- Doug Gillard (1965), Amerikaans singer-songwriter, gitarist en componist
- René Gillard (1920), Belgisch voetballer
- Aidan Gillen (1968), Iers acteur
- Piper Gilles (1992), Amerikaans-Canadees kunstschaatsster
- Georges Gilles de la Tourette (1857-1904), Frans neuroloog
- Antoine Gillet (1988), Belgisch atleet
- Pierre-Antoine Gillet (1991), Belgisch basketballer
- Anita Gillette (1936), Amerikaans actrice
- King Camp Gillette (1855-1932), Amerikaans industrieel en socialistisch utopist
- Jeremy Gilley (1969), Brits filmmaker, -acteur en vredesactivist
- Christoph Gilli (1963-2010), Zwitsers voetballer
- Seth Gilliam (1968), Amerikaans acteur
- Terry Gilliam (1940), Amerikaans animator en filmregisseur
- Maurice Gilliams (1900-1982), Belgisch schrijver
- David Gillick (1983), Iers atleet
- Isabel Gillies (1970), Amerikaans actrice
- Hayden Gillim (1994), Amerikaans motorcoureur
- Kim Gillingham, Amerikaans actrice
- Cor Gillis (1989), Belgisch voetballer
- Jan Gillis (1893-1978), Belgisch scheikundige en wetenschapshistoricus
- Maurice Gillis (1897-1980), Belgisch voetballer
- Claude Gillot (1673-1722), Frans kunstschilder, graveur en decorateur
- Francis Gillot (1960), Frans voetballer en voetbaltrainer
- Frédéric Gillot (1962), Belgisch syndicalist en politicus
- Richard Gillot (1975), Frans golfer
- Adolfo Gilly (1928-2023), Argentijns-Mexicaans historicus en politicoloog
- Alfred Goodman Gilman (1941-2015), Amerikaans farmacoloog, biochemicus en Nobelprijswinnaar
- Alexie Gilmore (1976), Amerikaans actrice
- Garrett Gilmore (1895-1969), Amerikaans roeier
- Gary Gilmore, (1940-1977), Amerikaans crimineel
- Jim Gilmore (1949), Amerikaans politicus
- Patrick Gilmore (1976), Canadees acteur
- Fabien Gilot (1984), Frans zwemmer
- Françoise Gilot (1921-2023), Frans kunstschilderes en muze van Pablo Picasso
- Betty Gilpin (1986), Amerikaans actrice
- Jack Gilpin (1951), Amerikaans acteur en priester
- Ad van Gils (1931-2010), Nederlands schrijver
- Charlotte van Gils (1986), Nederlands snowboardster
- Ketty Gilsoul-Hoppe (1868-1939), Belgisch kunstenaar
- Frits Giltay (1907-1970), Nederlands kunstschilder
- Karel Marinus Giltay (1811-1891), Nederlands arts
- Boris Giltburg (1984), Israëlische pianist
- Jesús Gil y Gil (1933-2004), Spaans ondernemer, politicus en sportbestuurder
- Clarence Gilyard jr. (1955-2022), Amerikaans acteur

## Gim
- Anastasia Gimazetdinova (1980), Oezbeeks kunstschaatsster
- Andrés Gimeno (1937), Spaans tennisser
- Ingar Helge Gimle (1956), acteur
- Felice Gimondi (1942-2019), Italiaans wielrenner

## Gin
- Robby Ginepri (1982), Amerikaans tennisser
- Frede Gines (1914-1972), Belgisch componist, dirigent, trompettist en muziekpedagoog; pseudoniem van André Waignein
- Owen J. Gingerich (1930-2023), Amerikaans astronoom en wetenschapshistoricus
- Newt Gingrich (1943), Amerikaans politicus
- Leendert Ginjaar (1928-2003), Nederlands scheikundige en politicus
- Hans van Ginkel (1940-2023), Nederlands geograaf, historicus en hoogleraar
- Jan van Ginkel (1917-1994), Nederlands atleet
- Marco van Ginkel (1992), Nederlands voetballer
- Drew Ginn (1974), Australisch roeier
- Greg Ginn (1954), Amerikaans muziekproducent, songwriter en muzikant
- Aukje van Ginneken (1982), Nederlands actrice
- David Ginola (1967), Frans voetballer
- Allen Ginsberg (1926-1997), Amerikaans dichter
- Ruth Ginsburg (1933-2020), Amerikaans rechter
- Ludwik Gintel (1899-1973), Pools voetballer
- Julius Wilhelm Gintl (1804-1883), Oostenrijks natuurkundige en telegrafie-ingenieur

## Gio

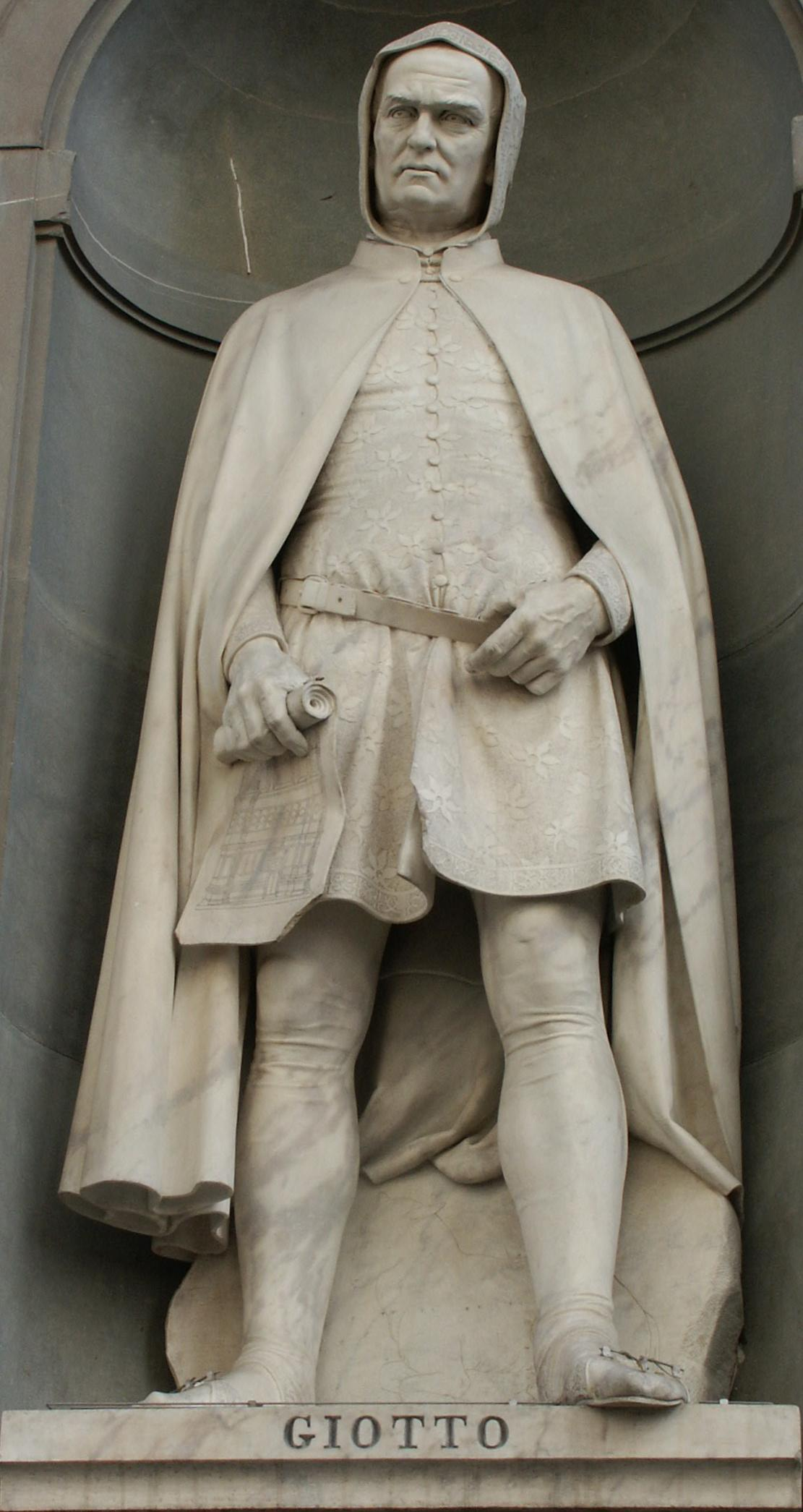
Giotto

- Vincenzo Gioberti (1801-1852), Italiaans filosoof en politicus
- Salvatore Gionta (1930-2025), Italiaans waterpolospeler
- Giuseppe Giordani (1751-1798), Italiaans componist
- Dick Giordano (1932-2010), Amerikaans striptekenaar
- Michele Giordano (1930-2010), Italiaans kardinaal
- Edoardo Giorgetti (1989), Italiaans zwemmer
- Giotto (+1337), Italiaans schilder
- Carlo Giovanardi (1950), Italiaans politicus
- Gordon Giovanelli (1925-2022), Amerikaans roeier
- Aria Giovanni (1977), Amerikaans model en pornoactrice
- Kevin Giovesi (1993), Italiaans autocoureur
- Antonio Giovinazzi (1993), Italiaans autocoureur

## Gip
- Karin Giphart (1968), Nederlands schrijfster en singer-songwriter
- Ronald Giphart (1965), Nederlands schrijver

## Gir
- Santiago Giraldo (1987), Colombiaans tennisser
- Annie Girardot (1931-2011), Frans actrice
- Arnie David Girat (1984), Cubaans atleet
- Ivan Girev (2000), Russisch zwemmer
- Fatma Girik (1942-2022), Turks actrice en politica
- Soeshiel Girjasing (1953-1999), Surinaams politicus en rechtsgeleerde
- Girma Wolde-Giorgis (1924-2018), president van Ethiopië
- Lamecha Girma (2000), Ethiopisch atleet
- Woinshet Girma (1986), Ethiopisch atlete
- Franco Girolami (1992), Argentijns autocoureur
- Néstor Girolami (1989), Argentijns autocoureur
- Nathan Girvan (2002), Schots darter

## Gis
- Jo Gisekin (1942), Belgisch dichteres
- Annabeth Gish (1971), Amerikaans actrice
- Duane Gish (1921-2013), Amerikaans biochemicus
- Mindaye Gishu (1986), Ethiopisch atlete
- Dominique Gisin (1985), Zwitsers alpineskiester
- Michelle Gisin (1993), Zwitsers alpineskiester
- Lien Gisolf (1910-1993), Nederlands atlete
- Skyler Gisondo (1996), Amerikaans (stem)acteur

## Git
- Jetty Gitari (1927-2008), Belgisch zangeres; pseudoniem van Mariette Verhulst
- Joseph Gitau (1988), Keniaans atleet

## Giu
- Rudy Giuliani (1944), Amerikaans politicus, zakenman en openbaar aanklager
- Nicole Gius (1980), Italiaans alpineskiester
- Alessandro Giusti (2006), Frans autocoureur

## Giv
- Joseph Givard (1923-1981), Belgisch voetballer

## Giz
- Zerihun Gizaw (1965), Ethiopisch atleet
- Antoine Gizenga (1924-2019), Congolees politicus